# قرار مجلس الأمن التابع للأمم المتحدة رقم 1570
قرار مجلس الأمن التابع للأمم المتحدة 1570، المتخذ بالإجماع في 28 تشرين الأول / أكتوبر 2004، بعد الإشارة إلى جميع القرارات السابقة بشأن الحالة في الصحراء الغربية، ولا سيما القراران 1495 (2003) و1541 (2004)، مدد المجلس ولاية بعثة الأمم المتحدة في الصحراء الغربية. الاستفتاء في الصحراء الغربية حتى 30 أبريل 2005.
وأعاد مجلس الأمن التأكيد على الحاجة إلى حل دائم ومتبادل لمشكلة الصحراء الغربية، بما يكفل حق تقرير المصير لشعب الإقليم. وتم حث كل من المغرب وجبهة البوليساريو على التعاون مع الأمم المتحدة لإنهاء المأزق السياسي والتوصل إلى حل للنزاع الذي طال أمده.
وفي غضون ذلك، طُلب من الأمين العام كوفي عنان تقديم تقرير عن الوضع وعن بعثة الأمم المتحدة للاستفتاء في الصحراء الغربية، بما في ذلك إمكانية تقليص عدد موظفيها.
وقدم الأمين العام في تقريره خيارين لينظر فيهما مجلس الأمن: إما الحفاظ على 203 مراقبين يراقبون خط وقف إطلاق النار أو تخفيض ما يصل إلى 37 منهم.

## روابط خارجية
- نص القرار في undocs.org